# Zimmerman Library
La Zimmerman Library est une bibliothèque universitaire américaine à Albuquerque, au Nouveau-Mexique. Située sur le campus principal de l'université du Nouveau-Mexique, elle a été construite entre 1936 et 1938 dans le style Pueblo Revival, selon les plans de John Gaw Meem. Elle est inscrite au Registre national des lieux historiques depuis le 22 août 2016.

## Architecture

### Héritière du New Deal
Dans les années 1930, le Nouveau-Mexique est particulièrement éprouvé par le Dust Bowl et la crise économique qui frappe tout le pays. Dans la foulée du New Deal, la Public Works Administration (PWA) financera 295 projets majeurs au Nouveau-Mexique, dont la nouvelle bibliothèque de l’université du Nouveau-Mexique (University of New Mexico, ou UNM). Celle-ci devient rapidement un symbole des promesses du chantier de la PWA en portant de façon exemplaire ses grands principes : régionalisme, pluralisme culturel et modernité. En finançant des firmes privées, la PWA laissait beaucoup d’autonomie dans les projets communautaires, ce qui s’est traduit par l’emploi de centaines d’artisans locaux, notamment autochtones et hispanophones, et sur un recours aux matériaux et à l’expertise traditionnellement développés sur place : travail de l’argile, de la brique et du revêtement en stuc.

### Emblème Pueblo Revival
À l’instar de la ville de Santa Fe en 1912, le conseil d’administration de l’UNM adopte officiellement le style Pueblo Revival pour tous les bâtiments du campus dès 1927. L’objectif est de donner une orientation architecturale sous le signe d’un charme du Sud-Ouest pleinement assumé et destiné à attirer des visiteurs. Le style Pueblo Revival puise à la fois dans les traditions autochtones et celles de la colonisation espagnole. James F. Zimmerman, président de l’UNM de 1927 à 1944, a en grande partie présidé au respect de cette orientation. C’est lui qui embauche John Gaw Meem, architecte à Santa Fe et figure emblématique du mouvement, pour réaliser les bâtiments de l’UNM à compter de 1934.
Par l’ampleur du projet, la Zimmerman Library devient une icône du style Pueblo Revival en intégrant plusieurs de ses éléments caractéristiques : structure asymétrique, toit plat, parapets, portails et murs couverts de stuc aux couleurs terreuses. Outre l’aspect extérieur du bâtiment, l’aménagement intérieur et le mobilier présentent aussi une forte intégration d’éléments artistiques d’inspiration locale. Le bâtiment initial reposait sur un plan en croix et une tour centrale haute de neuf étages. Meem avait aussi prévu des espaces pour une éventuelle expansion derrière la tour centrale : il y en aura trois, qui prendront les noms de Zimmerman II, III et IV. C’est en 1961, au moment de la première expansion et de la disparition du terrain de football Zimmerman nommé en l’honneur de l’ancien président de l’UNM, que la bibliothèque adoptera son nom actuel.

## Incidents et controverses

### Incident haineux
Le 19 novembre 1994, une étudiante remarque la disparition de 100 volumes reliés de revues en études gaies et lesbiennes et en études de genre. Des employés découvriront par la suite des publications nazies et une trentaine de volumes abîmées avec des inscriptions homophobes à la place des volumes manquants. Une manifestation réunissant quelque 200 membres de la communauté universitaire a été organisée le 22 novembre 1994 dans le but de dénoncer un crime haineux. Les livres seront finalement retrouvés au sein même de la bibliothèque par les libraires au moment de replacer les ouvrages concernés. Un article de l’Associated Press cite cet incident parmi ceux qui ont motivé la mise en place d’une politique sur les crimes haineux adoptée par le conseil d’administration de l’UNM le 12 mai 1995.

### L’incendie de 2006
Vers 22 h 40 le 30 avril 2006, un incendie s’est propagé au sous-sol de la bibliothèque. Les flammes ont détruit 30 000 volumes reliés, endommagé des ordinateurs, des imprimantes et lecteurs de microfilm, des photocopieurs, en plus de détruire l’entièreté du système d’alarme incendie et de faire fondre les lustres et les tablettes. La fumée s’est rapidement propagée dans tous les coins du bâtiment par le système de ventilation. Les deuxième et troisième étages, épargnés par les flammes, ont été recouverts d’une mince couche de suie. Les pompiers ont pu entrer dans le bâtiment seulement vers 4 h du matin. Ils ont trouvé des traces d’accélérant, mais le dossier n’a jamais été officiellement déclaré comme un incendie criminel.
L’épisode douloureux de l’incendie est cité comme une étude de cas en bibliothéconomie et témoigne de la résilience de la communauté universitaire pour permettre à l’établissement de reprendre du service. La bibliothèque s’était déjà dotée d’un plan d’urgence après une inondation survenue au milieu des années 1990. Les gens étaient prêts et dûment formés pour appliquer ce plan d’urgence : accessibilité du plan en format papier chez les intervenants ou dans leur voiture; mise à jour régulière du plan; plan de sauvetage prioritaire; liste de personnes à joindre avec coordonnées téléphoniques ou électroniques. Dès le lendemain, les bibliothécaires se sont attelés à la tâche de réorganiser la fin de la session en cours, en aménageant des locaux et en mobilisant partenaires, éditeurs et collègues universitaires pour numériser des documents et remplacer certains titres.
L’incident a été l’occasion pour la bibliothèque de jouer un rôle de modèle. Des centaines de photos de la scène et de nombreux objets détruits ont été recueillis sur place pour mettre sur pied une formation à l’intention du campus et du service incendie d’Albuquerque. Dans la semaine suivant l’incendie, des recrues du service incendie ont également été amenées sur les lieux à des fins de formation. Enfin, dans un effort pour soutenir les employés dans leur processus de guérison, un groupe a été mis sur pied pour réaliser un ouvrage collectif réunissant une collection de messages courriel, d’impressions, d’images et de photographies entourant l’événement, ouvrage disponible en accès libre.

### Une murale controversée
Une œuvre de l’artiste Kenneth Miller Adams intégrée au bâtiment a fait l’objet de nombreuses controverses. L'œuvre intitulée Three Peoples est une murale composée de quatre tableaux dépeignant des représentants des populations autochtones, hispanophones et anglo-saxonnes. L’œuvre est critiquée pour le regard stéréotypé qu'elle porte sur les rôles de ces différents groupes. Au printemps 2021, l’UNM a décidé de la couvrir entièrement de draps blancs en attendant de statuer sur son sort.